# Efialtes de Tesalia
Efialtes (en griego antiguo: Ἐφιάλτης, lit. La pesadilla) o Epialtes era hijo de Euridemo de Mélide y originario de Traquinia, en Mélide, ciudad luego considerada parte de Tesalia. Traicionó al rey espartano Leónidas en 480 a. C., ayudando al rey persa Jerjes I a encontrar otra ruta alternativa al paso de las Termópilas. Esto permitió a los persas rodear y derrotar al pequeño grupo de defensores espartanos, del cual solo sobrevivieron dos.
Los motivos que impulsaron a Efialtes a traicionar a los espartanos se desconocen. Efialtes esperaba ser recompensado por los persas, pero terminó por no obtener nada cuando estos fueron derrotados en la subsiguiente batalla de Salamina. Efialtes huyó entonces a Tesalia, con una oferta de recompensa pendiendo sobre su cabeza. Según Heródoto, fue encontrado muerto, aparentemente por otro motivo, por Atenades de Traquinia, sobre el 479 a. C.
En la película de 1962, The 300 Spartans (también conocida como El león de Esparta, Los 300 héroes y Los 300 espartanos), Efialtes es mostrado como un muchacho atlético que tiene una novia espartana. Sin embargo, tanto en la película de 2007, 300, como en el cómic del mismo nombre, Efialtes es representado como un jorobado deforme al que alejaron de Esparta al nacer para no verse muerto por su deformidad. Leónidas rechaza incorporarlo en su ejército debido a que, al no poder sostener el escudo correctamente, podría poner en peligro a la falange. Profundamente dolido, Efialtes termina traicionando a Leónidas cuando Jerjes le ofrece el respeto y la aceptación que jamás recibió por parte de los espartanos.